# تاتسوهيسا سوزوكي
تاتسوهيسا سوزوكي (鈴木達央 سوزوكي تاتسوهيسا) هو مطرب ومؤدي أصوات ياباني ولد في 11 نوفمبر 1983 في إيتشيكاوا، تشيبا.

## أدواره في الأنمي

### مسلسلات أنمي تلفزيونية
- الخادم الأسود - الفيكونت درويت
- الخادم الأسود II - الفيكونت درويت
- سولتي راي - آندي آندرسون
- بلود سي - شينيتشيرو توكيزاني
- شيكاباني هيمي: كورو - هيزوتشي
- إندكس معينة خاصة بالسحر - آو أماي
- رايلغان معينة خاصة بالعلم S - آو أماي
- غينتاما - ماساشي
- شاكوغان نو شانا - فيني
- شاكوغان نو شانا II - فيني
- أولينسيس الفضي - أكيرا
- بوكيمون دياموند/بيرل - باري
- بوكيمون إكس/واي - إيبي
- خادم الصفر - بيريسون
- الغبي والاختبار والوحش المستدعى - يوجي ساكاموتو
- الغبي والاختبار والوحش المستدعى اثنان! - يوجي ساكاموتو
- أسطورة أراتا - أكاتشي
- فري! - ماكوتو تاتشيبانا
- فري! Eternal Summer - ماكوتو تاتشيبانا
- ما وراء الحدود - هيروؤمي ناسي
- كرة سلة كوروكو - كازوناري تاكاو
- الخطايا السبع المميتة - بان
- الخطايا السبع المميتة: تلميحات الحرب المقدسة - بان
- الخطايا السبع المميتة: إعادة إحياء الوصايا - بان
- الخطايا السبع المميتة: غضب الحراس - بان
- الخطايا السبع المميتة: قضاء الغضب - بان
- أص الديناري - يوتا ميشيما
- سيراف النهاية - شينيا هيراغي
- سيراف النهاية: معركة ناغويا - شينيا هيراغي
- قرية الضياع - فالكانا
- برينس أوف سترايد ألترنيتيف - تاسوكو سينوؤو
- سيرفامب - تسوباكي
- كل شيء يصبح أف - يوكيهيرو ياماني
- داغاشيكاشي - تو إندو
- ناينتي ون دايز - فولبي
- فافنر في السماء الزرقاء EXODUS - ميتسوغو جينّاي
- أنا ساكاموتو - ياسودا
- 7 صح 3 خطأ - تاكومي نينا
- بليند إس - كويو أكيزوكي
- ملحمة غرانكريست - إيون
- باتلرز - كوما جينغوجي
- أنغولموا: غزو المغول - أبيرو ياجيرو
- دريفترز - ناوشي كانو
- ميغالوبوكس - ميكيو شيراتو
- مغامرة جوجو الغريبة: الرياح الذهبية - بروشوتو
- غير الكفوء في أكاديمية الملك الشيطان - أنوس فولديغود
- ديابوليك لافرز MORE BLOOD - يوما موكامي
- بلاك كلوفر - زينون زوغراتيس
- طوكيو ريفينجرز - ريوغوجي كين (دراكين)

### أنمي الإنترنت
- برذرهود: فاينل فانتسي XV - نوكتيس لوسيس كيلوم
- كارثة فتاة الزومبي - ماساهيرو آبي
- كينغان أشورا - أوما توكيتا

### أوفا أنمي
- الغبي والاختبار والوحش المستدعى: مهرجان - يوجي ساكاموتو

### أفلام أنمي
- سلسلة أفلام توا نو كوؤن
  - توا نو كوؤن: الفصل الأول «البتلة الرغوية» - ريو
  - توا نو كوؤن: الفصل الثاني «رقصة الفوضى» - ريو
  - توا نو كوؤن: الفصل الثالث «عقوبة الأوهام» - ريو
  - توا نو كوؤن: الفصل الرابع «القلق القرمزي» - ريو
  - توا نو كوؤن: الفصل الخامس «عودة القاهر» - ريو
  - توا نو كوؤن: الفصل السادس «الأبد الأبدي» - ريو
- الخطايا السبع المميتة: أسرى السماء - بان
- الخطايا السبع المميتة: الملعونون من قبل النور - بان
- هاي سبيد! فري! ستارتنغ ديز - ماكوتو تاتشيبانا
- فري! تايمليس ميدلي - ماكوتو تاتشيبانا
- فري! تيك يور ماركز - ماكوتو تاتشيبانا

## أدواره في ألعاب الفيديو
- كرة سلة كوروكو: روابط المستقبل - كازوناري تاكاو
- جوجوز بيزار أدفنتشر: أول ستار باتل - غياتشو
- فاينل فانتسي XV - نوكتيس لوسيس كيلوم
- برينس أوف سترايد - تاسوكو سينوؤو
- ناين آورز، ناين بيرسونز، ناين دورز - جونبي
- الخطايا السبع المميتة: أنجاست سن - بان
- ذا سفن ديدلي سنز: نايتس أوف بريتانيا - بان
- ديابوليك لافرز MORE BLOOD - يوما موكامي

## أدواره في الدبلجة اليابانية
- سجلات نارنيا: الأسد، الساحرة وخزانة الملابس - إدموند بيفنسي الراشد

## وصلات خارجية
- تاتسوهيسا سوزوكي على موقع IMDb (الإنجليزية)
- تاتسوهيسا سوزوكي على موقع ميوزك برينز (الإنجليزية)
- تاتسوهيسا سوزوكي على موقع ديسكوغز (الإنجليزية)
- تاتسوهيسا سوزوكي على موقع قاعدة بيانات الفيلم (الإنجليزية)
- تاتسوهيسا سوزوكي على موقع كينوبويسك (الروسية)
- تاتسوهيسا سوزوكي على موقع ANN person (الإنجليزية)